# Macrosphyra
Macrosphyra är ett släkte av måreväxter. Macrosphyra ingår i familjen måreväxter.
Kladogram enligt Catalogue of Life:
| Macrosphyra | \| \| Macrosphyra brachysiphon \| \| \| \| \| \| Macrosphyra brachystylis \| \| \| \| \| \| Macrosphyra longistyla \| \| \| \| |
|             | \| \| Macrosphyra brachysiphon \| \| \| \| \| \| Macrosphyra brachystylis \| \| \| \| \| \| Macrosphyra longistyla \| \| \| \| |
|             | Macrosphyra brachysiphon |
|             | |
|             | Macrosphyra brachystylis |
|             | |
|             | Macrosphyra longistyla |
|             | |